# Chiraps alloica
Chiraps alloica är en fjärilsart som beskrevs av Diakonoff 1948. Chiraps alloica ingår i släktet Chiraps och familjen vecklare. Inga underarter finns listade i Catalogue of Life.